# AC Oulu
El AC Oulu es un club de fútbol finés de la ciudad de Oulu. Fue fundado en 2000 y juega en la Veikkausliiga.

## Palmarés
- Ykkönen: 2

2009, 2020

## Jugadores

### Altas y bajas 2023-24 (verano)
Altas 
| Jugador | Nacionalidad | Posición | Procedencia  | Tipo | Precio |
| ------- | ------------ | -------- | ------------ | ---- | ------ |
|         | Bandera de ? |          | Bandera de ? |      |        |

Bajas 
| Jugador | Nacionalidad | Posición | Destino      | Tipo | Precio |
| ------- | ------------ | -------- | ------------ | ---- | ------ |
|         | Bandera de ? |          | Bandera de ? |      |        |